# Coll de Roca Gelera
El Coll de Roca Gelera és una collada de 1.093 metres d'altitud, en el límit dels termes comunals d'Eus, a la comarca del Conflent, a la Catalunya del Nord, i de Campossí i Sornià, a la comarca occitana de la Fenolleda. Està situat al nord-oest del d'Eus i al sud del de Campossí. És al nord-oest del Pic de Bau i al sud-est de la Roca Gelera.